# سامر بامر
«سامر بامر» (به انگلیسی: Summer Bummer) ترانه‌ای از خواننده و ترانه‌نویس اهل ایالات متحده آمریکا لانا دل ری با همراهی رپرهای آمریکایی ایسپ راکی و پلی‌بوی کارتی برای پنجمین آلبوم استودیویی اش شهوت برای زندگی (۲۰۱۷) است. این ترانه در ۱۲ ژوئیه ۲۰۱۷ به‌عنوان سومین تک‌آهنگ آلبوم منتشر شد.